# 中川久美
中川 久美（なかがわ くみ、1967年〈昭和42年〉4月8日 - ）は、福島中央テレビ（FCT）の社員。元アナウンサー。

## 略歴
山梨県甲府市出身。血液型はA型。山梨県立女子短期大学国文科卒業後、1988年に福島中央テレビ入社。ゴジてれシャトルではメインキャスターや18時台のニュース担当キャスター含め13年間務めた。ゴジてれシャトル降板後はアナウンサー職などを務める傍ら、在宅ホスピスなどといった医療問題に関する取材を行った。2009年3月に人事異動でアナウンサー職から離れ、現在は制作部に所属。

## 担当番組
- FCTニュース（火曜日中心）
- 白い国紀行[1]
- ズームイン!!朝! - 福島担当キャスター
- ニュースプラス1ふくしま[1]
- ゴジてれシャトル
  - 1995年 - 2006年3月 - メインキャスター
  - 2006年4月 - 2008年3月 - 第2部（18時台）キャスター
- ミル・シル・マナブ 福島ドクターズTV - ナビゲーター（2010年10月30日 - ）